# Monti del Chalkan
I monti del Chalkan (in russo Халканский Хребет, Chalkanskij Chrebet; in lingua sacha: Халкан, Chalkan) sono una catena montuosa della Russia siberiana orientale, compresa totalmente entro il territorio della Repubblica Autonoma della Sacha-Jacuzia.
Si allungano a sud della catena dei Tas-Kystabyt nella parte più meridionale dei monti Čerskij, per una lunghezza di circa 150 km; culminano a 2.186 metri.
Da questa catena montuosa hanno origine alcuni fiumi (fra i maggiori, Chalkan e Ajan-Jurjach), tributari della Indigirka e della Kolyma.